# Таверна Монтгомери

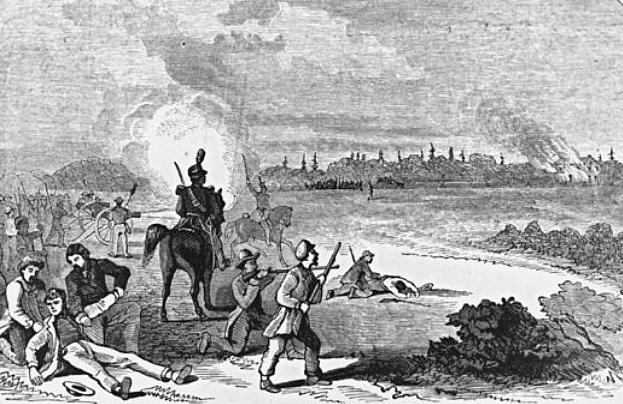
Эскиз с английской гравюры

Стычка в таверне Монтгомери — столкновение, случившееся 7 декабря 1837 года, которое привело к восстанию в Верхней Канаде. Безуспешная попытка революционного бунта, вдохновляемая Уильямом Лайоном Макензи была подавлена британскими властями и канадскими добровольными частями около таверны на Янг-стрит, Торонто .

## Предыстория
Когда вспыхнуло восстание в Нижней Канаде осенью 1837 года, сэр Френсис Бонд Хед направил на его подавление британские войска, дислоцированные в Йорке. С уходом регулярной армии Уильям Лайон Макензи и его соратники завладели оружейной и организовали 4 декабря 1837 года вооруженный марш вниз по улице Янг от таверны Монтгомери.
Полковник Роберт Муди (Robert Moodie) попытался возглавить силы лоялистов, пытавшихся перейти баррикады, чтобы предупредить губернатора (Bond Head) в Торонто. Он выстрелил из пистолета, чтобы расчистить дорогу, и был убит одним из ответных выстрелов со стороны повстанцев.
5 декабря Макензи и, по разным источникам, 400—500 повстанцев подошли к ратуше Йорка, рассчитывая захватить хранившиеся там оружие и амуницию.
Позднее Макензи повёл свои войска дальше по улице Янг, где был остановлен 27-ю лоялистами-добровольцами под командованием Уильяма Ботсфорда Джарвиса (William Botsford Jarvis). Лоялисты сделали залп и легли перезаряжать оружие. Повстанцы посчитали их убитыми и бросились в атаку, но в завязавшейся рукопашной схватке были разбиты.

## Битва при таверне Монтгомери
Повстанцы разбежались. В то же время этой ночью лоялистам пришло подкрепление из Гамильтона. На следующий день они насчитывали полторы тысячи человек (среди добровольцев был будущий премьер-министр Канады и отец конфедерации сэр Джон Макдональд).
Повстанцы под командованием Энтони Ван Эгмонда перегруппировались у таверны Монтгомери. 150 повстанцев расположились в лесу за таверной, ещё 60 заняли позиции вдоль ограждения железной дороги. Основные силы в количестве 300 человек находились вокруг и внутри таверны. В основном люди были не вооружены и не могли оказать сопротивления в случае давления.
7 декабря полковник Джеймс Фицгиббон во главе тысячи человек регулярной армии и милиции, поднялся вверх по улице и атаковал войска Макензи в таверне Монтгомери артиллерийским огнём. Когда Фицгиббон пустил в наступление пехоту, обе группы повстанцев оставили свои позиции и бежали в беспорядке в таверну, заставляя людей в таверне паниковать и бежать. Через 20 минут восстание было подавлено. Таверна была разграблена и сожжена дотла.

## Место сегодня
Таверна Монтгомери находилась на улице Янг немного севернее Эглинтон авеню. Сейчас на её месте расположено почтовое отделение (Postal Station K). Здание спроектировано Мюрреем Брауном (Murray Brown) и отмечено знаком ER в честь Эдуарда VIII — короля Канады в 1936 году. Это одно из немногих зданий Торонто, отмеченных таким знаком.
К западу от этого места находится католическая школа Marshall McLuhan Catholic Secondary School. Школьная команда названа «Повстанцы Маклюэна» («McLuhan Rebels») в память о Уильяме Лайоне Макензи и таверне Монтгомери.